# Sphyrospermum longifolium
Sphyrospermum longifolium är en ljungväxtart som beskrevs av Eduard Friedrich Poeppig och Endl. Sphyrospermum longifolium ingår i släktet Sphyrospermum och familjen ljungväxter. Inga underarter finns listade i Catalogue of Life.